# Kallenahalli, Jagalur
Kallenahalli là một làng thuộc tehsil Jagalur, huyện Davanagere, bang Karnataka, Ấn Độ.